# 長野県大町高等学校
長野県大町高等学校（ながのけん おおまちこうとうがっこう）は、かつて長野県大町市にあった公立高等学校。前身は松本中学大町分校、後の旧制長野県大町中学校。1993年（平成5年）には特色学科である理数科が開設された。2016年（平成28年）4月に長野県大町北高等学校と再編統合され、校舎の一部を利用し、長野県大町岳陽高等学校となった。

## 沿革
- 1901年（明治34年）
  - 4月1日 - 長野県立松本中学校大町分校として弾誓寺の境内に開校。
  - 6月23日 - 現在地に校舎新設。
- 1904年（明治37年）4月1日 - 長野県立大町中学校として独立。
- 1920年（大正9年）4月1日 - 長野県令38号により、長野県大町中学校に改称。
- 1948年（昭和23年）4月1日 - 学制改革により、長野県大町南高等学校となる。
- 1959年（昭和34年）4月1日 - 長野県大町高等学校と改称。
- 1993年（平成5年）4月1日 - 理数科を設置。
- 2003年（平成15年）4月 - 文部科学省より学力向上フロンティアハイスクールの指定（3年間）を受ける。
- 2006年（平成18年）9月15日 - 長野県大町北高等学校との統合案を県議会が否決。
- 2011年（平成23年） - 2月県議会において長野県大町北高等学校との統合案が同意される[2]。
- 2016年（平成28年）4月 - 長野県大町北高等学校との統合により閉校[1]。長野県大町岳陽高等学校開校[1]。

## 教育目標
高等学校における教育を徹底し、民主的文化的国家の形成者として、質実剛健にして、豊かな情操と高い知性とを備え、真理を追求し、自主的精神にみちた、心身共に健全な生徒の育成をはかる。

## 校章
北アルプスにひっそり咲き乱れるシラネアオイを図式化したものでありその可憐な花と見える部分はガク偏が変化したものであり厳しい自然と共に生きる本校の質実さを表している。

## 校歌
- 作詞：吉丸一昌、作曲：島崎赤太郎

校歌は、旧制中学校時代の1911年に、開校10周年を記念して、それまでなかった校歌の制定が行なわれることとなり、東京音楽学校教授吉丸一昌に作詞が依頼され、吉丸は取材のために大町を訪れ作詞をした。校歌には地名や固有名詞が出てこない。内容は大町・安曇野地域の自然と、そこで学ぶ生徒への奨励歌である。吉丸は、「早春賦」の作詞者としても知られるが、その歌詞はこのときの大町・安曇野訪問の際に着想を得たものとされている。

## 学校行事
全校登山は白馬岳、燕岳、穂高岳、蝶ヶ岳、唐松岳等の登山コースを自分の体力に合わせて選択する。秋には全校行事で合唱コンクール、強歩大会が行われる。強歩大会コースは鹿島槍スキー場を経由する約30キロメートルである。冬は、1年生を対象にスキー・スノーボード教室が行われる。文化祭は「白嶺祭（しらねさい）」と称し、その由来は北アルプスに由来する。

## その他
- 県内の旧制中学校をルーツとする公立高校によくある伝統として、新入生は入学直後に応援団から応援練習を受けるのが恒例となっている。
- 挨拶は「魂知和(こんちわ)」。応援練習で指導を受け、生徒に広く浸透している。公的な場でも用いられる。
- クラブ活動では地の利を生かした山岳部やスキー部があり、毎年のように全国高等学校総合体育大会（インターハイ）へと選手を送り出している。近年、陸上部や弓道部もインターハイで活躍している。
- 鍬ノ峰の仏崎観音寺登山ルートは2001年・大町高校百周年を記念して、大町高校山岳部が開設。以後、毎年下草刈り等の維持管理を担う。

## アクセス
- JR大糸線信濃大町駅

## 主な出身者

### 学者・教育者
- 縣秀彦 - 天文学
- 一志茂樹 - 地方史学
- 岩波洋造 - 植物学
- 羽田健三 - 生物学
- 吉田亮 - 医学、元千葉大学長

### スポーツ
- 梅崎慶大 - 元スキージャンプ選手
- 奥原為雄 - 元プロ野球選手
- 勝野裕士 - 元バレーボール選手
- 三戸呂拓也 - 登山家
- 百瀬慎太郎 - 登山家

### その他
- 乙葉 - タレント
- 川井英良 - 公安調査庁長官（第6代）
- 高橋将市 - 文化放送アナウンサー
- 田中登 - 映画監督
- 平林盛人 - 陸軍中将
- 丸山俊郎 - 実業家、しろうま荘支配人
- 村瀬清 - 東京市神田区長（官選）、千代田区長（公選）
- 山本実彦 - 東京毎日新聞元社長、改造社元社長、衆議院議員、戦後日本協同党委員長
- 吉田正 - 衆議院議員、協同乳業創業者

## 関連書籍
- 小島正美『大町高校ものがたり』（高校風土記）郷土出版社、1990